# Федеральный закон № 127-ФЗ 2023 года
Федеральный закон от 14 апреля 2023 года № 127-ФЗ «О внесении изменений в отдельные законодательные акты Российской Федерации» (ранее законопроект № 361804-7) создаёт в России новую систему призыва на воинскую службу. Действие закона распространяется не только на срочную службу, но и на другие виды призыва. Среди прочего власти собираются рассылать повестки через «Госуслуги» и создать единую базу военнообязанных и реестр повесток. Отправка повестки по сути приравнивается к её вручению. Тем, кому отправлена повестка, закроют выезд из России; внутри страны «уклонистов» будут поражать в правах. Поправки не стали оформлять как отдельный законопроект — тогда пришлось бы сначала утверждать его в профильном комитете, а потом обсуждать в трёх чтениях — утверждение прошло в рекордные сроки. Депутаты и чиновники с начала мобилизации отрицали возможность рассылки электронных повесток, как ранее отрицали возможность самой мобилизации.

## Неофициальные названия
Издание Meduza назвала законопроект «поправками об охоте на уклонистов».
Также его называют «законом об электронных повестках», «законом об отмене повесток» и «законом лжецов».

## Содержание
Закон вносит изменения в Федеральный закон «О воинской обязанности и воинской службе» и другие. Изменения предполагают цифровизацию системы воинского учёта, нововведения коснутся порядка оповещения. Остаются традиционные способы оповещения — через бумажные повестки и работодателя. Вводятся оповещения заказными почтовыми отправлениями, возможность дублировать эти повестки в электронном виде. При этом военнообязанные могут получить их либо через личный кабинет, либо через портал «Госуслуги», либо в МФЦ. Сразу после размещения в личном кабинете на «Госуслугах» «электронная повестка» будет считаться вручённой. При этом, даже если у человека нет аккаунта на портале и оповещение не отправлено иным способом, то повестка считается вручённой через 7 дней после внесения в реестр. Уклонистом будет считаться военнообязанный гражданин, если он отказался получать повестку или, например, не выходит на связь.
Принятые Госдумой поправки предусматривают ряд ограничений для тех, кто не явится в военкомат. В частности, сразу после того, как повестку посчитают вручённой, запрещается выезд за пределы РФ. Такое ограничение будет действовать как минимум до явки в комиссариат, на что даётся 20 дней после даты, указанной в повестке. По истечении этого срока призывнику запретят оформлять кредиты и займы, а также регистрировать ИП, недвижимость и автомобили. Также он лишится права управлять транспортными средствами. Дополнительные меры по отношению к уклонистам — например, аннулирование льгот — смогут устанавливать власти субъектов РФ. Уведомление о ограничениях в правах должно появиться в личном кабинете на «Госуслугах». Как и прежде, неявка по повестке может повлечь административный штраф от 500 до 3000 рублей по ст.21.5 КоАП РФ. Уголовная ответственность предусмотрена только для тех, кто систематически не является по повесткам на срочную службу (от 18 до 27 лет).
Другое новшество, которое предполагают поправки, — дистанционная постановка россиян на первоначальный воинский учёт на основании сведений из государственных информационных систем. ФНС, МВД, ЦИК, Минпросвещения, Соцфонд, суды, медицинские организации будут обязаны предоставлять в электронной форме необходимые сведения о гражданах, как состоящих, так и не состоящих, но обязанных состоять на воинском учёте. Военкоматы смогут зачислять военнообязанных в запас без их личной явки.
Из-за поправок срочников будет разрешено вербовать для контракта с первого дня службы — а не через три месяца, как раньше. Отправлять на фронт можно будет уже через четыре недели после начала службы. Расторгнуть контракт, согласно указу президента, им уже не удастся.
Глава комитета Госдумы по обороне Андрей Картаполов утверждал, что новые правила для участников весеннего призыва применяться не будут. Текст закона, однако, таких ограничений не содержит.

## Функционал реестра
Декларируется, что реестр повесток будет общедоступным (порядок формирования этого реестра и его функционирования ещё должно утвердить правительство подзаконными актами). Но на практике получить сведения из него можно будет только тремя способами:
- через сайт «Госуслуг»;
- через регистрацию личного аккаунта на сайте реестра;
- через посещение МФЦ и получение сведений там (в этом случае сотрудники МФЦ обязаны сообщить в военкомат о таком визите).

## История утверждения

### Поправки
Законопроект № 361804-7 о самостоятельной явке в военкоматы призывников находился на рассмотрении Госдумы с января 2018 года. Этот законопроект (уже с поправками об отправке повесток заказными письмами) уже принимали во втором чтении 22 февраля 2022 года, накануне полномасштабного вторжения России на Украину. В той редакции он давал возможность военкоматам рассылать повестки заказными письмами с уведомлением и считать их вручёнными, даже если призывник решил не получать письмо или не знал о нём. В марте того же года его дальнейшее рассмотрение перенесли на апрель, но вернулись к нему лишь спустя год, когда к повторному второму чтению были внесены поправки о повестках на «Госуслугах» и едином реестре военнообязанных, при этом изменения относятся ко всем военнообязанным.
30 марта 2023 года законопроект был возвращён к процедуре второго чтения (в третьем чтении невозможно ничего менять).
11 апреля 2023 года за несколько часов до голосования документ на несколько десятков страниц (56 вместо прежних 5) опубликовали на сайте Госдумы. Согласно метаданным текстового файла с поправками, документ был создан в субботу 8 апреля, а в последний раз редактировался непосредственно утром 11 апреля. Они касаются множества федеральных законов и, по сути, создают в России новую систему призыва на воинскую службу. Госдума сразу во втором и третьем чтении приняла пакет поправок. Самое главное в нём — военкоматам больше не нужно будет вручать повестку лично в руки, поправки позиционировались представителями российской власти как цифровизация воинского учёта.
Некоторые депутаты от КПРФ высказали своё недовольство ускоренной процедурой принятия и даже пытались потребовать отдельного голосования по каждой поправке.

В истории Государственной думы были случаи, когда принимали с голоса поправки. Но чтобы принимать целый закон, после того как мы прослушали телеинтервью и за два часа, сидя в этом зале, посмотрели текст этого закона, — вот такого ещё не было на моей памяти. <…> И когда наши избиратели спросят нас за содержание каждой статьи законопроекта, я не могу отвечать так же невнятно, как Андрей Валерьевич [Картаполов].
— Глава комитета по вопросам семьи и женщин Нина Останина
Депутат Николай Коломейцев во время заседания заявил, что депутаты не успели изучить внесённый только в день заседания пакет поправок на 59 страниц, что является нарушением регламента при рассмотрении законопроекта:

Во втором чтении вы внесли поправки ещё в семь законов, которых не было в первом чтении. С точки зрения нашего регламента — это изменение концепции.
Алексей Куринный потребовал выставить каждую поправку на отдельное голосование. В зале после его выступления начали аплодировать. Председатель Госдумы Вячеслав Володин положил конец обсуждению:

<…> если такие поступки совершаются в этом зале, в первую очередь задайте вопрос себе — зачем вы избирались депутатом Государственной думы? Для того, чтобы саботировать решения? <…> напишите заявление и встаньте плечом к плечу с ребятами.

После все без исключения депутаты от КПРФ проголосовали за законопроект. Депутаты Госдумы приняли законопроект единогласно (один воздержался, но потом заявил, что «ошибся кнопкой»). Депутат Госдумы Андрей Луговой на вопрос репортёра «Если не зашёл в личный кабинет на „Госуслуги“?» заявил: «Это ваши проблемы».
Единственным сенатором, проголосовавшим против, стала Людмила Нарусова. Она заявила, что поправки направлены на ограничение прав и не соотносятся с существующими законами и конституцией:

Давайте не будем лукавить, мы все понимаем, на что этот закон направлен.

14 апреля 2023 был подписан президентом и вступил в силу после публикации в тот же день. Но в нём есть оговорка, что до начала эксплуатации реестра постановка на воинский учёт без личной явки в военкомат и «применение временных мер, направленных на обеспечение явки по повестке» будут осуществляться без него.

### Реестр
По словам секретаря Комитета солдатских матерей Валентины Мельниковой, комитеты солдатских матерей с 1990 года требовали создания базы компьютерного учёта в военкоматах — но личные дела призывников оставались на бумаге, а начавшаяся в 2022 году мобилизация выявила полнейшее отсутствие порядка в этой сфере. Прежде в законе «О воинской обязанности и военной службе» говорилось, что призывник обязан получить повестку лично «под расписку».
25 ноября 2022 года Владимир Путин подписал указ о создании до 30 декабря 2022 года общего реестра россиян, состоящих на воинском учёте. Правозащитники сомневались, что информационный ресурс будет работать в полной мере. Валентина Мельникова в конце ноября 2022 года высказала мнение, что набор будут проводить прежними методами — облавами.
В полной мере реестр должен заработать к 1 апреля 2024 года, однако, по информации проект Faridaily, тестовая версия уже была готова зимой 2023 года. 12 апреля глава Минцифры Максут Шадаев заявил, что запустить электронный реестр в полном объёме можно будет не раньше очередного осеннего призыва на срочную службу.

## Заявления и практика новых повесток
21 сентября 2022 года, в день объявления мобилизации, в соцсетях появились сообщения о повестках в «Госуслугах», однако их подлинность не была подтверждена. Минцифры заявило, что повестки не будут рассылаться через портал. После волны слухов на сайте произошёл сбой — личный кабинет временно перестал открываться. Журналист The Insider Василий Крестьянинов рассказал, что его записали добровольцем, взломав аккаунт в «Госуслугах».
31 марта 2023 года на брифинге начальник Главного организационно-мобилизационного управления Генштаба (ГОМУ) Владимир Цимлянский рассказал, что военкоматам поставили задачу во время призывной кампании оповещать граждан «в электронном виде», а если это невозможно технически, то «путём вручения повесток».
Замглавы комитета Госдумы по обороне Юрий Швыткин заявил, что уведомление от военкоматов в электронном виде будет приравнено к вручению повестки лично в руки. На тот момент это утверждение противоречило действующему законодательству. Также, по его словам, рассылка повесток через «Госуслуги» будет приравнена к личному вручению, а удаление аккаунта будет считаться уклонением от службы. В тот же день пропала возможность удаления учётной записи «Госуслуг», а к 11 апреля функция удаления учётной записи стала вновь доступна.
3 апреля в телеграм-канале правительства Владимирской области была опубликована цитата, приписываемая военному комиссару Юрию Гусарову, что во время весеннего призыва 2023 года «нововведением станет отсутствие бумажных повесток».
Хотя глава комитета Госдумы по обороне Андрей Картаполов и отрицал возможность отправки электронных повесток призываемым весной 2023 года, министр обороны Сергей Шойгу ранее уже говорил об этом как об устоявшейся практике.
17 апреля военный комиссар Москвы заявил, что рассылка повесток через «Госуслуги», через СМС-сообщения и в телефонном режиме начнётся в текущем весеннем призыве.
19 апреля 2023 года глава комитета Госдумы по обороне Андрей Картаполов рассказал, что «электронные повестки» будут рассылаться уже в весенний призыв «в тестовом режиме».
20 апреля к «тестовому режиму» присоединился Петербург.
В том же месяце в России начали рассылать повестки, в которых призывникам угрожают «ограничительными мерами». Как именно будут работать подобные ограничения, пока нет единого реестра воинского учёта, неясно. Повестку оставили в двери квартиры, а не вручили предусмотренным законом способом (лично в руки; заказным письмом или дублирование в электронном виде). Штамп на повестке, по словам опрошенных юристов, скорее всего, — личная инициатива военкомата.

## Оценки
Адвокаты находят закон «революционным в рамках действующей в РФ правовой системы». Главные несоответствия этого акта Конституции РФ — прямые противоречия документа со статьями 27, 34, 35 и 37 — о свободе передвижения и выезда, свободе использования способностей и имущества, охране права частной собственности и праве на труд.

Я знаю всего два случая в истории, когда людям запрещали пользоваться имуществом. В Третьем Рейхе запретили пользоваться легковым транспортом гражданам еврейского происхождения, а в Саудовской Аравии до недавнего времени было запрещено водить машину женщинам. Этот закон — это то же самое, что было в Третьем Рейхе.
— Доктор юридических наук, бывший член Совета по правам человека Илья Шаблинский

<…> речь идёт уже не просто о регулировании призыва или мобилизации, а о переформатировании традиционной системы государственного принуждения. Появляется автоматизированный механизм контроля поведения без вовлечения самого гражданина, его адвокатов или судов. Гарантированные Конституцией права становятся условными — их реализация ставится в зависимость от статуса гражданина в системе государственного цифрового контроля.
— Политолог Татьяна Становая

Работать это всё будет очень просто. Была раньше процедура: чтобы призывника в военкомат завлечь, его надо было искать, вручать ему под роспись повестку. То есть это был такой непростой путь, тернистый, когда была куча всяких возможностей уклониться от того, чтобы появиться перед теми, кто будет тебе вручать повестку <…> Но власти <…> поняли, что эта процедура просто не работает, а ситуация такова, что призывники всё равно нужны <…> и ясно, что призыв — это тоже фактура, чтобы мобилизовать людей. Их заставляют подписывать контракты и отправляют на эту же войну.
— Правозащитник Иван Павлов
По оценке Павлова, шансы россиян избежать призыва теперь оказались серьёзно урезаны и единственная возможность — это как можно быстрее уехать, но времени остаётся очень мало. «Если этот закон вступит в силу, он будет работать уже с конца этой недели [длящейся с 10 по 16 апреля]».
Первые реакции на принятие законопроекта в Госдуме:
- Журналист Дмитрий Колезев: «Надеюсь, россияне будут массово игнорировать эти жульнические повестки. Завести десятки или сотни тысяч уголовных дел, посадить всех в тюрьму всё равно не получится, у системы не хватит ресурсов (по крайней мере сейчас)».
- Писатель Дмитрий Глуховский: «Закон об электронной повестке с блокированием выезда за границу — это закон о праве государства одним мейлом приговорить любого к смерти без права обжалования и без возможности бегства. Это закон о спам-терроре. Если можете, уезжайте прямо сейчас».
- Журналист Андрей Захаров: «До конца XVI века крестьяне могли раз в год уйти от помещика. Потом это право отменили, а в XVII веке сделали и бессрочным розыск беглых крестьян. Закон об электронных повестках — это новый вариант крепостного права: выехать нельзя, продать квартиру и машину нельзя. Иди и помирай за Путина».

Правозащитная организация «Первый отдел» составила список проектов, которые помогают тем, кто не хочет служить в армии.
Минобороны Великобритании назвало закон «об электронных повестках» частью долгосрочного подхода к обеспечению российских войск личным составом, так как руководство России ожидает, что война будет затяжной.

## Реакция
После принятия закона возросло количество поисковых запросов:
- «как переписать машину на жену» — на 900 %;
- «как переписать квартиру на жену» — на 350 %;
- «как удалить профиль в госуслугах» и «можно ли удалить госуслуги» — на 120 %.

## Интересные факты
- От первого публичного объявления о намерениях до принятия закона в Госдуме прошло 20 часов[24].
- Поправки были внесены примерно за 1,5 часа до голосования[52].
- На второе и третье чтения у депутатов ушло 23 минуты. Для сравнения: обсуждение законопроекта об ужесточении правил продажи вейпов заняло вдвое больше[1].

### Подзаконные правовые акты
- Проект «О внесении изменений в Положение о воинском учёте»
- Проект постановления Правительства Российской Федерации «О государственной информационной системе „Единый реестр сведений о гражданах, подлежащих первоначальной постановке на воинский учёт, гражданах, состоящих на воинском учёте, а также о гражданах, не состоящих, но обязанных состоять на воинском учёте“ и утверждении Правил ведения общедоступного реестра направленных (вручённых) гражданам, состоящим на воинском учёте, повесток»